# Saint Lucia ai Giochi della XXX Olimpiade
Saint Lucia ha partecipato ai Giochi della XXX Olimpiade di Londra, che si sono svolti dal 27 luglio al 12 agosto 2012, con una delegazione di 4 atleti.
La portabandiera alle cerimonie di apertura e di chiusura è stata Levern Spencer, atleta specializzata nel salto in alto.
Saint Lucia non ha vinto alcuna medaglia.

## Atletica leggera
| Q | Qualificato al turno successivo per la posizione in qualificazione                                                           |
| q | Qualificato per il turno successivo per ripescaggio o, negli eventi su campo, conquistando la misura minima per qualificarsi |

### Maschile
Eventi su campo
| Atleta         | Evento        | Qualificazioni | Qualificazioni | Finale          | Finale          |
| Atleta         | Evento        | Misura         | Posizione      | Misura          | Posizione       |
| -------------- | ------------- | -------------- | -------------- | --------------- | --------------- |
| Darvin Edwards | Salto in alto | NM             | -              | non qualificato | non qualificato |

### Femminile
Eventi su campo
| Atleta         | Evento        | Qualificazioni | Qualificazioni | Finale          | Finale          |
| Atleta         | Evento        | Misura         | Posizione      | Misura          | Posizione       |
| -------------- | ------------- | -------------- | -------------- | --------------- | --------------- |
| Levern Spencer | Salto in alto | 1,90 m         | 19ª            | non qualificata | non qualificata |

## Nuoto e sport acquatici

### Nuoto
Femminile
| Atleta            | Evento     | Batterie | Batterie   | Semifinali      | Semifinali      | Finale          | Finale          |
| Atleta            | Evento     | Tempo    | Classifica | Tempo           | Classifica      | Tempo           | Classifica      |
| ----------------- | ---------- | -------- | ---------- | --------------- | --------------- | --------------- | --------------- |
| Danielle Beaubrun | 100 m rana | 1'11"12  | 36ª        | non qualificata | non qualificata | non qualificata | non qualificata |

## Vela
Femminile
| Atleta     | Evento       | Regata | Regata | Regata | Regata | Regata | Regata | Regata | Regata | Regata | Regata | Regata | Punteggio Totale | Punteggio Netto | Classifica |
| Atleta     | Evento       | 1      | 2      | 3      | 4      | 5      | 6      | 7      | 8      | 9      | 10     | M      | Punteggio Totale | Punteggio Netto | Classifica |
| ---------- | ------------ | ------ | ------ | ------ | ------ | ------ | ------ | ------ | ------ | ------ | ------ | ------ | ---------------- | --------------- | ---------- |
| Beth Lygoe | Laser Radial | 38     | 37     | 28     | 38     | 39     | 29     | 37     | 37     | 26     | 23     | EL     | 332              | 293             | 37ª        |